# Lista di asteroidi (757001-758000)
Di seguito una lista di asteroidi dal numero 757001  al 758000 con data di scoperta e scopritore.

## 757001–757100
| Nome   | Designazione provvisoria | Data di scoperta  | Scopritore              |
| ------ | ------------------------ | ----------------- | ----------------------- |
| 757001 | 1993 OM1                 | 24 luglio 1993    | Spacewatch              |
| 757002 | 1994 AF9                 | 8 gennaio 1994    | Spacewatch              |
| 757003 | 1994 JH7                 | 5 maggio 1994     | Spacewatch              |
| 757004 | 1994 RU6                 | 12 settembre 1994 | Spacewatch              |
| 757005 | 1994 TH11                | 10 ottobre 1994   | Spacewatch              |
| 757006 | 1995 QJ17                | 27 novembre 2009  | Mount Lemmon Survey     |
| 757007 | 1995 SJ9                 | 17 settembre 1995 | Spacewatch              |
| 757008 | 1995 SW36                | 24 settembre 1995 | Spacewatch              |
| 757009 | 1995 SZ44                | 25 settembre 1995 | Spacewatch              |
| 757010 | 1995 SA49                | 21 settembre 1995 | Spacewatch              |
| 757011 | 1995 SO49                | 22 settembre 1995 | Spacewatch              |
| 757012 | 1995 SQ51                | 26 settembre 1995 | Spacewatch              |
| 757013 | 1995 SX57                | 22 settembre 1995 | Spacewatch              |
| 757014 | 1995 SE63                | 25 settembre 1995 | Spacewatch              |
| 757015 | 1995 SS66                | 17 settembre 1995 | Spacewatch              |
| 757016 | 1995 SO73                | 29 settembre 1995 | Spacewatch              |
| 757017 | 1995 SX90                | 24 settembre 1995 | Spacewatch              |
| 757018 | 1995 TW11                | 15 ottobre 1995   | Spacewatch              |
| 757019 | 1995 UN57                | 16 ottobre 1995   | Spacewatch              |
| 757020 | 1995 UH68                | 19 ottobre 1995   | Spacewatch              |
| 757021 | 1995 UZ68                | 19 ottobre 1995   | Spacewatch              |
| 757022 | 1995 UE71                | 20 ottobre 1995   | Spacewatch              |
| 757023 | 1995 VY14                | 15 novembre 1995  | Spacewatch              |
| 757024 | 1995 WH9                 | 16 novembre 1995  | Spacewatch              |
| 757025 | 1995 WP19                | 17 novembre 1995  | Spacewatch              |
| 757026 | 1995 WV29                | 19 novembre 1995  | Spacewatch              |
| 757027 | 1996 RR8                 | 6 settembre 1996  | Spacewatch              |
| 757028 | 1996 RH15                | 13 settembre 1996 | Spacewatch              |
| 757029 | 1996 RN20                | 15 settembre 1996 | Spacewatch              |
| 757030 | 1996 VQ37                | 13 novembre 1996  | Spacewatch              |
| 757031 | 1996 VJ42                | 22 settembre 2014 | Pan-STARRS              |
| 757032 | 1996 XN29                | 13 dicembre 1996  | Spacewatch              |
| 757033 | 1996 XA38                | 4 dicembre 1996   | Spacewatch              |
| 757034 | 1997 JS10                | 6 maggio 1997     | Spacewatch              |
| 757035 | 1997 WO19                | 24 novembre 1997  | Spacewatch              |
| 757036 | 1998 DA25                | 23 febbraio 1998  | Spacewatch              |
| 757037 | 1998 QU59                | 26 agosto 1998    | Spacewatch              |
| 757038 | 1998 RA22                | 15 settembre 1998 | Spacewatch              |
| 757039 | 1998 SL18                | 18 settembre 1998 | Spacewatch              |
| 757040 | 1998 SY179               | 1 marzo 2011      | Mount Lemmon Survey     |
| 757041 | 1998 SC180               | 11 marzo 2005     | Mount Lemmon Survey     |
| 757042 | 1998 SF180               | 19 settembre 1998 | SDSS Collaboration      |
| 757043 | 1998 SL180               | 10 agosto 2007    | Spacewatch              |
| 757044 | 1998 TA29                | 15 ottobre 1998   | Spacewatch              |
| 757045 | 1998 VM57                | 14 novembre 1998  | Spacewatch              |
| 757046 | 1999 AZ27                | 17 dicembre 2009  | Mount Lemmon Survey     |
| 757047 | 1999 AQ36                | 12 gennaio 1999   | C. Veillet, J. Anderson |
| 757048 | 1999 AX39                | 10 gennaio 1999   | Spacewatch              |
| 757049 | 1999 CE143               | 8 febbraio 1999   | C. Veillet, J. Anderson |
| 757050 | 1999 FT99                | 31 marzo 2008     | Mount Lemmon Survey     |
| 757051 | 1999 KR21                | 19 marzo 2009     | Mount Lemmon Survey     |
| 757052 | 1999 PJ9                 | 19 marzo 2009     | Mount Lemmon Survey     |
| 757053 | 1999 RB251               | 5 settembre 1999  | Spacewatch              |
| 757054 | 1999 RB261               | 5 settembre 1999  | Spacewatch              |
| 757055 | 1999 SB29                | 19 giugno 2013    | Mount Lemmon Survey     |
| 757056 | 1999 TV45                | 3 ottobre 1999    | Spacewatch              |
| 757057 | 1999 TA48                | 4 ottobre 1999    | Spacewatch              |
| 757058 | 1999 TG67                | 8 ottobre 1999    | Spacewatch              |
| 757059 | 1999 TP175               | 10 ottobre 1999   | LINEAR                  |
| 757060 | 1999 TD339               | 22 settembre 2008 | Spacewatch              |
| 757061 | 1999 TY340               | 14 dicembre 2003  | Spacewatch              |
| 757062 | 1999 TE341               | 3 ottobre 1999    | Spacewatch              |
| 757063 | 1999 TK341               | 6 ottobre 1999    | Spacewatch              |
| 757064 | 1999 TL343               | 3 ottobre 1999    | Spacewatch              |
| 757065 | 1999 UX4                 | 13 ottobre 1999   | Spacewatch              |
| 757066 | 1999 UM35                | 31 ottobre 1999   | Spacewatch              |
| 757067 | 1999 UN66                | 12 agosto 2013    | Pan-STARRS              |
| 757068 | 1999 US66                | 30 ottobre 1999   | Spacewatch              |
| 757069 | 1999 VZ39                | 30 ottobre 1999   | Spacewatch              |
| 757070 | 1999 VO120               | 4 novembre 1999   | Spacewatch              |
| 757071 | 1999 VL122               | 4 novembre 1999   | Spacewatch              |
| 757072 | 1999 VJ218               | 5 novembre 1999   | Spacewatch              |
| 757073 | 1999 VX232               | 7 novembre 2008   | Spacewatch              |
| 757074 | 1999 WA22                | 17 novembre 1999  | Spacewatch              |
| 757075 | 1999 XS266               | 2 settembre 2011  | Pan-STARRS              |
| 757076 | 1999 YB20                | 30 dicembre 1999  | C. Veillet              |
| 757077 | 1999 YV20                | 30 dicembre 1999  | C. Veillet              |
| 757078 | 2000 AL210               | 5 gennaio 2000    | Spacewatch              |
| 757079 | 2000 BU36                | 30 gennaio 2000   | Spacewatch              |
| 757080 | 2000 BB44                | 10 gennaio 2008   | Mount Lemmon Survey     |
| 757081 | 2000 BZ50                | 16 gennaio 2000   | Spacewatch              |
| 757082 | 2000 BA53                | 17 novembre 2006  | Spacewatch              |
| 757083 | 2000 CH73                | 7 febbraio 2000   | Spacewatch              |
| 757084 | 2000 CO107               | 7 febbraio 2000   | Spacewatch              |
| 757085 | 2000 CZ110               | 4 febbraio 2000   | Spacewatch              |
| 757086 | 2000 CA134               | 4 febbraio 2000   | Spacewatch              |
| 757087 | 2000 CW138               | 5 febbraio 2000   | Spacewatch              |
| 757088 | 2000 CE153               | 10 febbraio 2011  | Mount Lemmon Survey     |
| 757089 | 2000 CZ153               | 23 luglio 2015    | Pan-STARRS 2            |
| 757090 | 2000 CZ155               | 7 maggio 2014     | Pan-STARRS              |
| 757091 | 2000 CL157               | 5 febbraio 2000   | Kitt Peak Obs.          |
| 757092 | 2000 EE23                | 1 aprile 2016     | Pan-STARRS              |
| 757093 | 2000 EN99                | 12 marzo 2000     | Spacewatch              |
| 757094 | 2000 EP177               | 3 marzo 2000      | Spacewatch              |
| 757095 | 2000 ES188               | 3 marzo 2000      | LINEAR                  |
| 757096 | 2000 EC210               | 13 dicembre 2015  | Pan-STARRS              |
| 757097 | 2000 EY210               | 28 settembre 2008 | Mount Lemmon Survey     |
| 757098 | 2000 EK211               | 24 gennaio 2015   | Pan-STARRS              |
| 757099 | 2000 EL211               | 1 novembre 2015   | Mount Lemmon Survey     |
| 757100 | 2000 EC212               | 18 maggio 2015    | Pan-STARRS              |

## 757101–757200
| Nome                 | Designazione provvisoria | Data di scoperta  | Scopritore              |
| -------------------- | ------------------------ | ----------------- | ----------------------- |
| 757101               | 2000 GY187               | 6 aprile 2000     | Spacewatch              |
| 757102               | 2000 GP188               | 8 febbraio 2007   | Spacewatch              |
| 757103               | 2000 GW188               | 7 novembre 2015   | Mount Lemmon Survey     |
| 757104               | 2000 JY95                | 21 agosto 2015    | Pan-STARRS              |
| 757105               | 2000 JG96                | 3 maggio 2013     | Mount Lemmon Survey     |
| 757106               | 2000 KW36                | 28 maggio 2000    | LINEAR                  |
| 757107               | 2000 KX49                | 30 maggio 2000    | Spacewatch              |
| 757108               | 2000 KT81                | 4 dicembre 2015   | Pan-STARRS              |
| 757109 Donaldmoffatt | 2000 KB84                | 24 maggio 2000    | C. Veillet, D. D. Balam |
| 757110               | 2000 NA30                | 26 gennaio 2017   | Pan-STARRS              |
| 757111               | 2000 QM109               | 31 agosto 2000    | Spacewatch              |
| 757112               | 2000 QE148               | 31 agosto 2000    | Spacewatch              |
| 757113               | 2000 QQ241               | 26 agosto 2000    | DES                     |
| 757114               | 2000 QT245               | 30 agosto 2000    | Spacewatch              |
| 757115               | 2000 QG256               | 21 dicembre 2014  | Pan-STARRS              |
| 757116               | 2000 QN257               | 23 gennaio 2006   | Spacewatch              |
| 757117               | 2000 QH259               | 27 marzo 2017     | Pan-STARRS              |
| 757118               | 2000 QO259               | 22 marzo 2015     | Pan-STARRS              |
| 757119               | 2000 QE260               | 9 settembre 2015  | Pan-STARRS              |
| 757120               | 2000 QP260               | 23 agosto 2014    | Pan-STARRS              |
| 757121               | 2000 QF261               | 16 settembre 2009 | Spacewatch              |
| 757122               | 2000 QK261               | 20 agosto 2000    | Spacewatch              |
| 757123               | 2000 RP57                | 7 settembre 2000  | Spacewatch              |
| 757124               | 2000 RZ108               | 4 aprile 2008     | Spacewatch              |
| 757125               | 2000 RD110               | 13 ottobre 2007   | CSS                     |
| 757126               | 2000 RG113               | 5 settembre 2000  | SDSS Collaboration      |
| 757127               | 2000 SR380               | 26 novembre 2013  | Mount Lemmon Survey     |
| 757128               | 2000 ST384               | 19 novembre 2007  | Spacewatch              |
| 757129               | 2000 SD386               | 3 dicembre 2015   | Mount Lemmon Survey     |
| 757130               | 2000 SN386               | 2 ottobre 2014    | Pan-STARRS              |
| 757131               | 2000 SW386               | 22 settembre 2000 | Spacewatch              |
| 757132               | 2000 TQ76                | 13 febbraio 2008  | Mount Lemmon Survey     |
| 757133               | 2000 TT77                | 30 settembre 2006 | Spacewatch              |
| 757134               | 2000 TV77                | 28 febbraio 2012  | Pan-STARRS              |
| 757135               | 2000 TE81                | 3 ottobre 2014    | Spacewatch              |
| 757136               | 2000 TD82                | 23 febbraio 2012  | Mount Lemmon Survey     |
| 757137               | 2000 UB31                | 29 ottobre 2000   | Spacewatch              |
| 757138               | 2000 US31                | 29 ottobre 2000   | Spacewatch              |
| 757139               | 2000 WY11                | 20 novembre 2000  | Spacewatch              |
| 757140               | 2000 WU201               | 4 novembre 2007   | Spacewatch              |
| 757141               | 2000 WG205               | 20 novembre 2000  | Spacewatch              |
| 757142               | 2000 XH56                | 20 maggio 2015    | CTIO-DECam              |
| 757143               | 2000 YE146               | 21 dicembre 2000  | Spacewatch              |
| 757144               | 2001 AS19                | 4 gennaio 2001    | Bohyunsan Obs.          |
| 757145               | 2001 DD117               | 2 febbraio 2008   | Spacewatch              |
| 757146               | 2001 DP117               | 3 novembre 2010   | Mount Lemmon Survey     |
| 757147               | 2001 FD205               | 21 marzo 2001     | Kitt Peak Obs.          |
| 757148               | 2001 FH206               | 21 marzo 2001     | Kitt Peak Obs.          |
| 757149               | 2001 FB207               | 21 marzo 2001     | Kitt Peak Obs.          |
| 757150               | 2001 FS212               | 21 marzo 2001     | Kitt Peak Obs.          |
| 757151               | 2001 FR214               | 29 settembre 2003 | Spacewatch              |
| 757152               | 2001 FO220               | 1 ottobre 2008    | Mount Lemmon Survey     |
| 757153               | 2001 FJ245               | 26 marzo 2001     | Spacewatch              |
| 757154               | 2001 FY245               | 7 febbraio 2011   | Mount Lemmon Survey     |
| 757155               | 2001 GB12                | 26 marzo 2008     | Mount Lemmon Survey     |
| 757156               | 2001 HC19                | 24 aprile 2001    | Spacewatch              |
| 757157               | 2001 HR69                | 27 aprile 2001    | Spacewatch              |
| 757158               | 2001 HS69                | 11 febbraio 2011  | Mount Lemmon Survey     |
| 757159               | 2001 HW69                | 20 settembre 2014 | Pan-STARRS              |
| 757160               | 2001 KG81                | 15 ottobre 2007   | Spacewatch              |
| 757161               | 2001 KD82                | 29 agosto 2006    | Spacewatch              |
| 757162               | 2001 KT82                | 12 agosto 2013    | Pan-STARRS              |
| 757163               | 2001 KN85                | 22 novembre 2015  | Mount Lemmon Survey     |
| 757164               | 2001 KV85                | 24 maggio 2001    | DES                     |
| 757165               | 2001 KW85                | 7 settembre 2008  | Mount Lemmon Survey     |
| 757166               | 2001 KV86                | 13 settembre 2013 | Mount Lemmon Survey     |
| 757167               | 2001 KQ87                | 19 ottobre 2006   | Mount Lemmon Survey     |
| 757168               | 2001 KX87                | 17 gennaio 2013   | Pan-STARRS              |
| 757169               | 2001 LS20                | 26 luglio 2001    | Spacewatch              |
| 757170               | 2001 OK115               | 26 ottobre 2011   | Pan-STARRS              |
| 757171               | 2001 QE170               | 23 agosto 2001    | LINEAR                  |
| 757172               | 2001 QG173               | 24 agosto 2001    | LONEOS                  |
| 757173               | 2001 QG236               | 24 agosto 2001    | LINEAR                  |
| 757174               | 2001 QS302               | 19 agosto 2001    | Cerro Tololo Obs.       |
| 757175               | 2001 QE307               | 19 agosto 2001    | Cerro Tololo Obs.       |
| 757176               | 2001 QZ310               | 19 agosto 2001    | Cerro Tololo Obs.       |
| 757177               | 2001 QE318               | 20 agosto 2001    | Cerro Tololo Obs.       |
| 757178               | 2001 QS336               | 3 agosto 2014     | Pan-STARRS              |
| 757179               | 2001 QQ338               | 21 agosto 2001    | Spacewatch              |
| 757180               | 2001 RW39                | 10 settembre 2001 | LINEAR                  |
| 757181               | 2001 RN157               | 6 marzo 2013      | Pan-STARRS              |
| 757182               | 2001 RF158               | 12 settembre 2001 | DES                     |
| 757183               | 2001 SE205               | 19 settembre 2001 | LINEAR                  |
| 757184               | 2001 SJ225               | 18 settembre 2001 | Spacewatch              |
| 757185               | 2001 SW274               | 20 settembre 2001 | Spacewatch              |
| 757186               | 2001 SN357               | 18 settembre 2001 | Spacewatch              |
| 757187               | 2001 SS358               | 25 marzo 2007     | Mount Lemmon Survey     |
| 757188               | 2001 SP359               | 19 gennaio 2015   | Pan-STARRS              |
| 757189               | 2001 SR361               | 3 marzo 2016      | Mount Lemmon Survey     |
| 757190               | 2001 SX361               | 28 agosto 2014    | Pan-STARRS              |
| 757191               | 2001 SH363               | 16 gennaio 2009   | Mount Lemmon Survey     |
| 757192               | 2001 SN363               | 17 settembre 2010 | Mount Lemmon Survey     |
| 757193               | 2001 SW363               | 10 ottobre 2007   | Spacewatch              |
| 757194               | 2001 SB364               | 29 dicembre 2013  | Pan-STARRS              |
| 757195               | 2001 TX22                | 13 ottobre 2001   | LINEAR                  |
| 757196               | 2001 TY156               | 14 ottobre 2001   | Spacewatch              |
| 757197               | 2001 TK267               | 16 settembre 2012 | Spacewatch              |
| 757198               | 2001 TE268               | 1 gennaio 2014    | Pan-STARRS              |
| 757199               | 2001 TZ268               | 30 gennaio 2009   | Spacewatch              |
| 757200               | 2001 TA269               | 14 ottobre 2001   | C. Barbieri, G. Pignata |

## 757201–757300
| Nome   | Designazione provvisoria | Data di scoperta  | Scopritore                         |
| ------ | ------------------------ | ----------------- | ---------------------------------- |
| 757201 | 2001 TD269               | 9 ottobre 2001    | Spacewatch                         |
| 757202 | 2001 TL269               | 14 ottobre 2001   | SDSS Collaboration                 |
| 757203 | 2001 UW86                | 18 ottobre 2001   | Spacewatch                         |
| 757204 | 2001 UW200               | 21 ottobre 2001   | LINEAR                             |
| 757205 | 2001 UJ235               | 25 ottobre 2001   | SDSS Collaboration                 |
| 757206 | 2001 UN235               | 19 gennaio 2012   | Pan-STARRS                         |
| 757207 | 2001 UU235               | 25 ottobre 2001   | Spacewatch                         |
| 757208 | 2001 UR239               | 30 novembre 2011  | Mount Lemmon Survey                |
| 757209 | 2001 UU239               | 25 ottobre 2001   | SDSS Collaboration                 |
| 757210 | 2001 UY239               | 14 settembre 2010 | Spacewatch                         |
| 757211 | 2001 UM240               | 5 ottobre 2012    | Mount Lemmon Survey                |
| 757212 | 2001 UR240               | 16 febbraio 2015  | Pan-STARRS                         |
| 757213 | 2001 UU240               | 22 settembre 2012 | Spacewatch                         |
| 757214 | 2001 VM135               | 23 gennaio 2006   | Mount Lemmon Survey                |
| 757215 | 2001 VG136               | 12 novembre 2001  | SDSS Collaboration                 |
| 757216 | 2001 VT136               | 19 gennaio 2012   | Pan-STARRS                         |
| 757217 | 2001 VD137               | 14 agosto 2012    | Pan-STARRS                         |
| 757218 | 2001 VN137               | 20 settembre 2008 | Spacewatch                         |
| 757219 | 2001 VR138               | 11 novembre 2001  | SDSS Collaboration                 |
| 757220 | 2001 WE24                | 17 novembre 2001  | Spacewatch                         |
| 757221 | 2001 WM30                | 17 novembre 2001  | LINEAR                             |
| 757222 | 2001 WZ105               | 13 novembre 2010  | Mount Lemmon Survey                |
| 757223 | 2001 WE107               | 28 marzo 2015     | Pan-STARRS                         |
| 757224 | 2001 WF107               | 13 novembre 2010  | Mount Lemmon Survey                |
| 757225 | 2001 WH107               | 20 marzo 2017     | Pan-STARRS                         |
| 757226 | 2001 WO107               | 16 novembre 2001  | Spacewatch                         |
| 757227 | 2001 YN12                | 17 dicembre 2001  | LINEAR                             |
| 757228 | 2001 YH13                | 7 dicembre 2001   | Spacewatch                         |
| 757229 | 2001 YS77                | 18 dicembre 2001  | LINEAR                             |
| 757230 | 2001 YO165               | 22 settembre 2014 | Pan-STARRS                         |
| 757231 | 2002 AN16                | 14 gennaio 2002   | LINEAR                             |
| 757232 | 2002 AS33                | 12 gennaio 2002   | Spacewatch                         |
| 757233 | 2002 AH54                | 9 gennaio 2002    | LINEAR                             |
| 757234 | 2002 AZ202               | 14 gennaio 2002   | LINEAR                             |
| 757235 | 2002 AE213               | 19 gennaio 2012   | Pan-STARRS                         |
| 757236 | 2002 AH213               | 4 maggio 2014     | Mount Lemmon Survey                |
| 757237 | 2002 AN213               | 11 aprile 2008    | Mount Lemmon Survey                |
| 757238 | 2002 AW214               | 3 novembre 2010   | Mount Lemmon Survey                |
| 757239 | 2002 AJ216               | 28 febbraio 2008  | Mount Lemmon Survey                |
| 757240 | 2002 AH217               | 13 gennaio 2002   | Spacewatch                         |
| 757241 | 2002 BV33                | 5 gennaio 2013    | Mount Lemmon Survey                |
| 757242 | 2002 BY33                | 28 marzo 2014     | Mount Lemmon Survey                |
| 757243 | 2002 BA34                | 18 gennaio 2002   | Osservatorio astrofisico di Asiago |
| 757244 | 2002 CK182               | 10 febbraio 2002  | LINEAR                             |
| 757245 | 2002 CN231               | 15 febbraio 2002  | A. C. Becker                       |
| 757246 | 2002 CB260               | 7 febbraio 2002   | LINEAR                             |
| 757247 | 2002 CK320               | 6 ottobre 2008    | Mount Lemmon Survey                |
| 757248 | 2002 CG322               | 6 ottobre 2012    | Pan-STARRS                         |
| 757249 | 2002 CF323               | 8 ottobre 2008    | Mount Lemmon Survey                |
| 757250 | 2002 CL323               | 19 aprile 2009    | Mount Lemmon Survey                |
| 757251 | 2002 CM324               | 23 ottobre 2009   | Spacewatch                         |
| 757252 | 2002 CO325               | 7 novembre 2010   | Mount Lemmon Survey                |
| 757253 | 2002 CC327               | 21 novembre 2017  | Pan-STARRS                         |
| 757254 | 2002 CG327               | 11 gennaio 2016   | Pan-STARRS                         |
| 757255 | 2002 CH327               | 10 agosto 2007    | Spacewatch                         |
| 757256 | 2002 CH328               | 26 gennaio 2017   | Mount Lemmon Survey                |
| 757257 | 2002 CN328               | 13 febbraio 2002  | Spacewatch                         |
| 757258 | 2002 CC329               | 8 febbraio 2002   | R. Millis, M. W. Buie              |
| 757259 | 2002 EY120               | 11 marzo 2002     | Spacewatch                         |
| 757260 | 2002 EM167               | 3 febbraio 2013   | Pan-STARRS                         |
| 757261 | 2002 EH168               | 5 marzo 2002      | Spacewatch                         |
| 757262 | 2002 EM171               | 16 ottobre 2012   | Mount Lemmon Survey                |
| 757263 | 2002 FG19                | 18 marzo 2002     | DES                                |
| 757264 | 2002 GJ194               | 2 aprile 2009     | Mount Lemmon Survey                |
| 757265 | 2002 GO195               | 8 ottobre 2015    | Pan-STARRS                         |
| 757266 | 2002 GR197               | 5 febbraio 2016   | Pan-STARRS                         |
| 757267 | 2002 GX197               | 9 aprile 2002     | Spacewatch                         |
| 757268 | 2002 JJ140               | 10 maggio 2002    | Spacewatch                         |
| 757269 | 2002 JG153               | 20 gennaio 2015   | Pan-STARRS                         |
| 757270 | 2002 JW153               | 1 aprile 2012     | Mount Lemmon Survey                |
| 757271 | 2002 LO66                | 13 luglio 2013    | Pan-STARRS                         |
| 757272 | 2002 NJ82                | 26 agosto 2013    | Pan-STARRS                         |
| 757273 | 2002 NA84                | 30 agosto 2011    | K. Sárneczky                       |
| 757274 | 2002 PD112               | 18 giugno 2002    | Spacewatch                         |
| 757275 | 2002 PC121               | 13 agosto 2002    | LONEOS                             |
| 757276 | 2002 PU121               | 13 agosto 2002    | LONEOS                             |
| 757277 | 2002 PD203               | 1 ottobre 2013    | CSS                                |
| 757278 | 2002 QP24                | 15 agosto 2002    | LONEOS                             |
| 757279 | 2002 QX133               | 8 settembre 2002  | AMOS                               |
| 757280 | 2002 QZ158               | 17 febbraio 2004  | Spacewatch                         |
| 757281 | 2002 QT159               | 3 agosto 2016     | Pan-STARRS                         |
| 757282 | 2002 QD160               | 16 novembre 2006  | Spacewatch                         |
| 757283 | 2002 QH160               | 2 ottobre 2006    | Mount Lemmon Survey                |
| 757284 | 2002 RB265               | 30 agosto 2002    | Spacewatch                         |
| 757285 | 2002 RA292               | 21 ottobre 2007   | Spacewatch                         |
| 757286 | 2002 RU292               | 8 febbraio 2011   | Mount Lemmon Survey                |
| 757287 | 2002 RT293               | 5 settembre 2002  | AMOS                               |
| 757288 | 2002 RQ296               | 29 settembre 2002 | AMOS                               |
| 757289 | 2002 RY299               | 3 settembre 2013  | Spacewatch                         |
| 757290 | 2002 RG300               | 28 aprile 2017    | Pan-STARRS                         |
| 757291 | 2002 SV75                | 13 ottobre 2013   | Spacewatch                         |
| 757292 | 2002 TY155               | 5 ottobre 2002    | Spacewatch                         |
| 757293 | 2002 TB183               | 5 settembre 2002  | LONEOS                             |
| 757294 | 2002 TP201               | 5 ottobre 2002    | Spacewatch                         |
| 757295 | 2002 TD247               | 9 ottobre 2002    | Spacewatch                         |
| 757296 | 2002 TM263               | 10 ottobre 2002   | LINEAR                             |
| 757297 | 2002 TW382               | 1 novembre 2002   | AMOS                               |
| 757298 | 2002 TQ383               | 5 ottobre 2002    | SDSS Collaboration                 |
| 757299 | 2002 TC388               | 10 settembre 2013 | Pan-STARRS                         |
| 757300 | 2002 TN390               | 9 novembre 2013   | Spacewatch                         |

## 757301–757400
| Nome   | Designazione provvisoria | Data di scoperta  | Scopritore                              |
| ------ | ------------------------ | ----------------- | --------------------------------------- |
| 757301 | 2002 TJ392               | 5 aprile 2016     | Pan-STARRS                              |
| 757302 | 2002 TS392               | 19 maggio 2012    | Mount Lemmon Survey                     |
| 757303 | 2002 TV392               | 22 febbraio 2017  | Mount Lemmon Survey                     |
| 757304 | 2002 TF394               | 17 aprile 2016    | Pan-STARRS                              |
| 757305 | 2002 UB75                | 1 novembre 2002   | Osservatorio del Roque de los Muchachos |
| 757306 | 2002 UC75                | 1 novembre 2002   | Osservatorio del Roque de los Muchachos |
| 757307 | 2002 UF82                | 7 novembre 2015   | Pan-STARRS                              |
| 757308 | 2002 VM2                 | 13 settembre 2017 | Pan-STARRS                              |
| 757309 | 2002 VH85                | 11 novembre 2002  | Spacewatch                              |
| 757310 | 2002 VB152               | 9 settembre 2015  | Pan-STARRS                              |
| 757311 | 2002 VH152               | 7 novembre 2002   | Kitt Peak Obs.                          |
| 757312 | 2002 VJ152               | 2 agosto 2016     | Pan-STARRS                              |
| 757313 | 2002 VK153               | 26 gennaio 2017   | Pan-STARRS                              |
| 757314 | 2002 VD154               | 22 gennaio 2015   | Pan-STARRS                              |
| 757315 | 2002 WO29                | 3 novembre 2002   | AMOS                                    |
| 757316 | 2002 WR30                | 27 novembre 2002  | AMOS                                    |
| 757317 | 2002 WX30                | 27 novembre 2002  | AMOS                                    |
| 757318 | 2002 WY32                | 9 ottobre 2013    | Mount Lemmon Survey                     |
| 757319 | 2002 XN41                | 6 dicembre 2002   | LINEAR                                  |
| 757320 | 2002 XB121               | 5 dicembre 2002   | AMOS                                    |
| 757321 | 2002 XQ122               | 15 ottobre 2007   | Spacewatch                              |
| 757322 | 2002 XH123               | 13 ottobre 2015   | Mount Lemmon Survey                     |
| 757323 | 2002 XT123               | 19 marzo 2009     | Spacewatch                              |
| 757324 | 2003 AC79                | 10 gennaio 2003   | Spacewatch                              |
| 757325 | 2003 AY83                | 4 gennaio 2003    | I. dell'Antonio, D. Loomba              |
| 757326 | 2003 AD95                | 9 novembre 2013   | Spacewatch                              |
| 757327 | 2003 AX95                | 6 gennaio 2003    | I. dell'Antonio, D. Loomba              |
| 757328 | 2003 AY95                | 10 gennaio 2003   | Spacewatch                              |
| 757329 | 2003 BP3                 | 24 gennaio 2003   | A. Boattini, O. R. Hainaut              |
| 757330 | 2003 BQ3                 | 24 gennaio 2003   | A. Boattini, O. R. Hainaut              |
| 757331 | 2003 BS3                 | 24 gennaio 2003   | A. Boattini, O. R. Hainaut              |
| 757332 | 2003 BV4                 | 24 gennaio 2003   | A. Boattini, O. R. Hainaut              |
| 757333 | 2003 BT5                 | 24 gennaio 2003   | A. Boattini, O. R. Hainaut              |
| 757334 | 2003 BU46                | 27 gennaio 2003   | AMOS                                    |
| 757335 | 2003 BK86                | 11 ottobre 2012   | Pan-STARRS                              |
| 757336 | 2003 BG97                | 14 febbraio 2012  | Pan-STARRS                              |
| 757337 | 2003 BF98                | 3 febbraio 2012   | Mount Lemmon Survey                     |
| 757338 | 2003 BO98                | 9 marzo 2007      | Mount Lemmon Survey                     |
| 757339 | 2003 BS98                | 10 agosto 2015    | Pan-STARRS                              |
| 757340 | 2003 BG99                | 11 settembre 2010 | Spacewatch                              |
| 757341 | 2003 BZ99                | 2 ottobre 2010    | Spacewatch                              |
| 757342 | 2003 BZ100               | 7 novembre 2015   | Pan-STARRS                              |
| 757343 | 2003 BH101               | 29 gennaio 2003   | SDSS Collaboration                      |
| 757344 | 2003 BO102               | 14 febbraio 2009  | Spacewatch                              |
| 757345 | 2003 BB103               | 18 dicembre 2007  | Mount Lemmon Survey                     |
| 757346 | 2003 BG103               | 29 gennaio 2003   | SDSS Collaboration                      |
| 757347 | 2003 BM103               | 29 gennaio 2003   | SDSS Collaboration                      |
| 757348 | 2003 CA2                 | 25 gennaio 2014   | Pan-STARRS                              |
| 757349 | 2003 CA24                | 4 febbraio 2003   | Osservatorio di La Silla                |
| 757350 | 2003 CE24                | 4 febbraio 2003   | La Silla Obs.                           |
| 757351 | 2003 CC28                | 12 novembre 2006  | Mount Lemmon Survey                     |
| 757352 | 2003 CG28                | 15 marzo 2015     | Pan-STARRS                              |
| 757353 | 2003 FF138               | 29 dicembre 2014  | Pan-STARRS                              |
| 757354 | 2003 FA139               | 11 ottobre 2012   | Spacewatch                              |
| 757355 | 2003 FE139               | 26 marzo 2007     | Spacewatch                              |
| 757356 | 2003 FS140               | 1 settembre 2014  | Mount Lemmon Survey                     |
| 757357 | 2003 FK141               | 24 marzo 2003     | Spacewatch                              |
| 757358 | 2003 FW141               | 31 marzo 2003     | SDSS Collaboration                      |
| 757359 | 2003 GG60                | 1 luglio 2013     | Pan-STARRS                              |
| 757360 | 2003 GZ60                | 24 marzo 2014     | Pan-STARRS                              |
| 757361 | 2003 GB63                | 9 agosto 2015     | Pan-STARRS                              |
| 757362 | 2003 GN64                | 4 aprile 2013     | Pan-STARRS                              |
| 757363 | 2003 GX64                | 18 agosto 2015    | Spacewatch                              |
| 757364 | 2003 GS65                | 25 luglio 2017    | Pan-STARRS                              |
| 757365 | 2003 GH66                | 9 aprile 2003     | Spacewatch                              |
| 757366 | 2003 HB3                 | 24 aprile 2003    | Spacewatch                              |
| 757367 | 2003 HT58                | 26 aprile 2003    | SDSS Collaboration                      |
| 757368 | 2003 HS61                | 14 marzo 2012     | Mount Lemmon Survey                     |
| 757369 | 2003 HM62                | 1 gennaio 2014    | Pan-STARRS                              |
| 757370 | 2003 HM63                | 26 gennaio 2012   | Mount Lemmon Survey                     |
| 757371 | 2003 HR63                | 18 ottobre 2012   | Pan-STARRS                              |
| 757372 | 2003 HV63                | 25 aprile 2003    | Spacewatch                              |
| 757373 | 2003 HX63                | 28 ottobre 2005   | Spacewatch                              |
| 757374 | 2003 HD64                | 12 settembre 2016 | Mount Lemmon Survey                     |
| 757375 | 2003 HT65                | 26 aprile 2003    | Spacewatch                              |
| 757376 | 2003 JT19                | 23 ottobre 2008   | Spacewatch                              |
| 757377 | 2003 JB20                | 7 marzo 2017      | Pan-STARRS                              |
| 757378 | 2003 JL20                | 15 gennaio 2018   | Pan-STARRS                              |
| 757379 | 2003 JU20                | 27 aprile 2009    | Mount Lemmon Survey                     |
| 757380 | 2003 KV10                | 1 maggio 2003     | Spacewatch                              |
| 757381 | 2003 KW21                | 13 maggio 2015    | Mount Lemmon Survey                     |
| 757382 | 2003 KD32                | 12 febbraio 2018  | Pan-STARRS                              |
| 757383 | 2003 KA39                | 29 ottobre 2014   | Pan-STARRS                              |
| 757384 | 2003 LR10                | 12 gennaio 2016   | Pan-STARRS                              |
| 757385 | 2003 LU11                | 5 aprile 2014     | Pan-STARRS                              |
| 757386 | 2003 QL83                | 24 agosto 2003    | Cerro Tololo Obs.                       |
| 757387 | 2003 QV122               | 15 aprile 2016    | Pan-STARRS                              |
| 757388 | 2003 QW124               | 19 settembre 2007 | Spacewatch                              |
| 757389 | 2003 QL125               | 23 agosto 2003    | Cerro Tololo Obs.                       |
| 757390 | 2003 QD126               | 18 agosto 2009    | Spacewatch                              |
| 757391 | 2003 SJ8                 | 16 settembre 2003 | Spacewatch                              |
| 757392 | 2003 SP8                 | 16 settembre 2003 | Spacewatch                              |
| 757393 | 2003 ST102               | 20 settembre 2003 | LINEAR                                  |
| 757394 | 2003 SN239               | 18 settembre 2003 | Spacewatch                              |
| 757395 | 2003 SL265               | 29 settembre 2003 | Spacewatch                              |
| 757396 | 2003 SH323               | 16 settembre 2003 | Spacewatch                              |
| 757397 | 2003 SY333               | 18 settembre 2003 | Spacewatch                              |
| 757398 | 2003 SJ337               | 28 settembre 2003 | SDSS Collaboration                      |
| 757399 | 2003 SJ343               | 26 agosto 2003    | Cerro Tololo Obs.                       |
| 757400 | 2003 SP357               | 20 settembre 2003 | Spacewatch                              |

## 757401–757500
| Nome   | Designazione provvisoria | Data di scoperta  | Scopritore          |
| ------ | ------------------------ | ----------------- | ------------------- |
| 757401 | 2003 SG364               | 26 settembre 2003 | SDSS Collaboration  |
| 757402 | 2003 SH364               | 16 settembre 2003 | Spacewatch          |
| 757403 | 2003 SH365               | 17 settembre 2003 | Spacewatch          |
| 757404 | 2003 SM372               | 29 settembre 2003 | Spacewatch          |
| 757405 | 2003 SQ374               | 28 settembre 2003 | Spacewatch          |
| 757406 | 2003 SB378               | 26 settembre 2003 | SDSS Collaboration  |
| 757407 | 2003 SW379               | 29 settembre 2003 | Spacewatch          |
| 757408 | 2003 SN380               | 26 settembre 2003 | SDSS Collaboration  |
| 757409 | 2003 SC383               | 26 settembre 2003 | SDSS Collaboration  |
| 757410 | 2003 SX395               | 20 ottobre 2003   | Spacewatch          |
| 757411 | 2003 SQ399               | 26 settembre 2003 | SDSS Collaboration  |
| 757412 | 2003 SC400               | 26 settembre 2003 | SDSS Collaboration  |
| 757413 | 2003 SH404               | 27 settembre 2003 | SDSS Collaboration  |
| 757414 | 2003 SK405               | 27 settembre 2003 | SDSS Collaboration  |
| 757415 | 2003 SX413               | 28 settembre 2003 | SDSS Collaboration  |
| 757416 | 2003 SW418               | 26 settembre 2003 | SDSS Collaboration  |
| 757417 | 2003 SE419               | 26 settembre 2003 | SDSS Collaboration  |
| 757418 | 2003 ST428               | 18 settembre 2003 | Spacewatch          |
| 757419 | 2003 SO437               | 21 settembre 2003 | Spacewatch          |
| 757420 | 2003 SR437               | 16 settembre 2003 | Spacewatch          |
| 757421 | 2003 SU440               | 7 gennaio 2014    | Mount Lemmon Survey |
| 757422 | 2003 SG441               | 10 ottobre 2012   | Mount Lemmon Survey |
| 757423 | 2003 SJ446               | 2 settembre 2010  | Mount Lemmon Survey |
| 757424 | 2003 SE449               | 2 ottobre 2014    | Pan-STARRS          |
| 757425 | 2003 SP451               | 1 aprile 2014     | Mount Lemmon Survey |
| 757426 | 2003 SX451               | 22 settembre 2003 | Spacewatch          |
| 757427 | 2003 SW452               | 20 settembre 2014 | Pan-STARRS          |
| 757428 | 2003 SM454               | 18 luglio 2013    | Pan-STARRS          |
| 757429 | 2003 SS456               | 8 agosto 2013     | Spacewatch          |
| 757430 | 2003 SH458               | 14 luglio 2013    | Pan-STARRS          |
| 757431 | 2003 SM458               | 11 ottobre 2007   | Spacewatch          |
| 757432 | 2003 ST458               | 27 aprile 2012    | Pan-STARRS          |
| 757433 | 2003 SK459               | 20 settembre 2003 | Spacewatch          |
| 757434 | 2003 SA461               | 29 settembre 2003 | Spacewatch          |
| 757435 | 2003 SH461               | 15 luglio 2013    | Pan-STARRS          |
| 757436 | 2003 SR461               | 27 giugno 2015    | Pan-STARRS 2        |
| 757437 | 2003 SW461               | 19 luglio 2015    | Pan-STARRS          |
| 757438 | 2003 SO462               | 30 settembre 2003 | Spacewatch          |
| 757439 | 2003 SO463               | 29 settembre 2003 | Spacewatch          |
| 757440 | 2003 SR463               | 21 settembre 2003 | Spacewatch          |
| 757441 | 2003 SP470               | 27 settembre 2003 | SDSS Collaboration  |
| 757442 | 2003 SR472               | 22 settembre 2003 | Spacewatch          |
| 757443 | 2003 SF475               | 29 settembre 2003 | Spacewatch          |
| 757444 | 2003 SB478               | 22 settembre 2003 | Spacewatch          |
| 757445 | 2003 TH22                | 1 ottobre 2003    | Spacewatch          |
| 757446 | 2003 TP25                | 1 ottobre 2003    | Spacewatch          |
| 757447 | 2003 TG27                | 1 ottobre 2003    | Spacewatch          |
| 757448 | 2003 TC28                | 1 ottobre 2003    | Spacewatch          |
| 757449 | 2003 TB31                | 1 ottobre 2003    | Spacewatch          |
| 757450 | 2003 TK32                | 1 ottobre 2003    | Spacewatch          |
| 757451 | 2003 TK34                | 1 ottobre 2003    | Spacewatch          |
| 757452 | 2003 TW65                | 5 ottobre 2003    | Spacewatch          |
| 757453 | 2003 UD21                | 5 ottobre 2003    | LINEAR              |
| 757454 | 2003 US25                | 28 settembre 2003 | Spacewatch          |
| 757455 | 2003 UA84                | 18 ottobre 2003   | Spacewatch          |
| 757456 | 2003 UD108               | 19 ottobre 2003   | Spacewatch          |
| 757457 | 2003 UV262               | 22 settembre 2003 | Spacewatch          |
| 757458 | 2003 UL287               | 23 ottobre 2003   | Spacewatch          |
| 757459 | 2003 UB288               | 24 ottobre 2003   | LINEAR              |
| 757460 | 2003 UP292               | 23 ottobre 2003   | DES                 |
| 757461 | 2003 UK300               | 16 ottobre 2003   | Spacewatch          |
| 757462 | 2003 UH302               | 17 ottobre 2003   | Spacewatch          |
| 757463 | 2003 UY302               | 17 ottobre 2003   | Spacewatch          |
| 757464 | 2003 UF310               | 19 ottobre 2003   | LONEOS              |
| 757465 | 2003 US319               | 20 ottobre 2003   | Spacewatch          |
| 757466 | 2003 UO337               | 27 settembre 2003 | Spacewatch          |
| 757467 | 2003 UL338               | 17 settembre 2003 | Spacewatch          |
| 757468 | 2003 UK356               | 19 ottobre 2003   | Spacewatch          |
| 757469 | 2003 UK358               | 15 ottobre 1995   | Spacewatch          |
| 757470 | 2003 UV359               | 19 ottobre 2003   | Spacewatch          |
| 757471 | 2003 UE372               | 19 ottobre 2003   | SDSS Collaboration  |
| 757472 | 2003 UJ383               | 22 ottobre 2003   | SDSS Collaboration  |
| 757473 | 2003 UL385               | 19 ottobre 2003   | SDSS Collaboration  |
| 757474 | 2003 UR387               | 22 ottobre 2003   | SDSS Collaboration  |
| 757475 | 2003 UQ393               | 22 ottobre 2003   | SDSS Collaboration  |
| 757476 | 2003 UF394               | 22 ottobre 2003   | SDSS Collaboration  |
| 757477 | 2003 UC395               | 22 ottobre 2003   | SDSS Collaboration  |
| 757478 | 2003 UH395               | 22 ottobre 2003   | SDSS Collaboration  |
| 757479 | 2003 UA397               | 30 settembre 2003 | SDSS Collaboration  |
| 757480 | 2003 UX397               | 22 ottobre 2003   | SDSS Collaboration  |
| 757481 | 2003 UT398               | 22 ottobre 2003   | SDSS Collaboration  |
| 757482 | 2003 UO405               | 23 ottobre 2003   | SDSS Collaboration  |
| 757483 | 2003 US408               | 23 ottobre 2003   | SDSS Collaboration  |
| 757484 | 2003 UJ410               | 23 ottobre 2003   | SDSS Collaboration  |
| 757485 | 2003 UE412               | 23 ottobre 2003   | SDSS Collaboration  |
| 757486 | 2003 UA425               | 9 settembre 2007  | Spacewatch          |
| 757487 | 2003 UQ425               | 24 ottobre 2003   | Spacewatch          |
| 757488 | 2003 UJ426               | 21 gennaio 2012   | Spacewatch          |
| 757489 | 2003 UM426               | 24 ottobre 2003   | Spacewatch          |
| 757490 | 2003 UO426               | 30 agosto 2016    | Pan-STARRS          |
| 757491 | 2003 UC427               | 18 settembre 2010 | Mount Lemmon Survey |
| 757492 | 2003 UL428               | 27 agosto 2011    | Pan-STARRS          |
| 757493 | 2003 UT428               | 20 ottobre 2003   | Spacewatch          |
| 757494 | 2003 UK429               | 26 novembre 2014  | Pan-STARRS          |
| 757495 | 2003 UF434               | 22 ottobre 2014   | Mount Lemmon Survey |
| 757496 | 2003 UG435               | 20 aprile 2012    | Mount Lemmon Survey |
| 757497 | 2003 UQ435               | 3 giugno 2011     | Mount Lemmon Survey |
| 757498 | 2003 UX436               | 26 novembre 2014  | Pan-STARRS          |
| 757499 | 2003 UK437               | 11 febbraio 2016  | Pan-STARRS          |
| 757500 | 2003 UL437               | 14 luglio 2013    | Pan-STARRS          |

## 757501–757600
| Nome   | Designazione provvisoria | Data di scoperta  | Scopritore          |
| ------ | ------------------------ | ----------------- | ------------------- |
| 757501 | 2003 UM437               | 23 ottobre 2003   | Spacewatch          |
| 757502 | 2003 UJ438               | 17 ottobre 2003   | Spacewatch          |
| 757503 | 2003 UT438               | 22 ottobre 2003   | Spacewatch          |
| 757504 | 2003 UD439               | 1 ottobre 2014    | Pan-STARRS          |
| 757505 | 2003 UT439               | 17 agosto 2012    | Pan-STARRS          |
| 757506 | 2003 US442               | 6 febbraio 2016   | Pan-STARRS          |
| 757507 | 2003 UH443               | 20 settembre 2014 | Pan-STARRS          |
| 757508 | 2003 UM443               | 18 febbraio 2015  | Pan-STARRS          |
| 757509 | 2003 UB445               | 18 ottobre 2003   | Spacewatch          |
| 757510 | 2003 UZ450               | 21 ottobre 2003   | Spacewatch          |
| 757511 | 2003 VV12                | 3 novembre 2003   | SDSS Collaboration  |
| 757512 | 2003 VB13                | 30 agosto 2011    | K. Sárneczky        |
| 757513 | 2003 VM13                | 4 settembre 2008  | Spacewatch          |
| 757514 | 2003 VQ13                | 15 novembre 2003  | Spacewatch          |
| 757515 | 2003 WV57                | 18 novembre 2003  | Spacewatch          |
| 757516 | 2003 WY180               | 20 novembre 2003  | Kitt Peak Obs.      |
| 757517 | 2003 WU200               | 7 maggio 2014     | Pan-STARRS          |
| 757518 | 2003 WQ202               | 10 novembre 2013  | Spacewatch          |
| 757519 | 2003 WJ203               | 14 luglio 2013    | Pan-STARRS          |
| 757520 | 2003 WW206               | 24 novembre 2003  | Spacewatch          |
| 757521 | 2003 WM207               | 28 ottobre 2014   | Spacewatch          |
| 757522 | 2003 WN207               | 20 maggio 2015    | CTIO-DECam          |
| 757523 | 2003 WQ208               | 29 settembre 2008 | Spacewatch          |
| 757524 | 2003 WF209               | 23 maggio 2014    | Pan-STARRS          |
| 757525 | 2003 WA212               | 3 aprile 2016     | Mount Lemmon Survey |
| 757526 | 2003 WB212               | 7 ottobre 2008    | Mount Lemmon Survey |
| 757527 | 2003 WX213               | 14 gennaio 2016   | Pan-STARRS          |
| 757528 | 2003 WN214               | 19 novembre 2003  | Spacewatch          |
| 757529 | 2003 WS215               | 16 novembre 2003  | Spacewatch          |
| 757530 | 2003 WO217               | 20 novembre 2003  | SDSS Collaboration  |
| 757531 | 2003 WP218               | 20 novembre 2003  | SDSS Collaboration  |
| 757532 | 2003 XC46                | 5 agosto 2018     | Pan-STARRS          |
| 757533 | 2003 XE46                | 29 novembre 2014  | Pan-STARRS          |
| 757534 | 2003 XF46                | 13 settembre 2007 | Mount Lemmon Survey |
| 757535 | 2003 XO46                | 1 dicembre 2003   | Spacewatch          |
| 757536 | 2003 YC115               | 14 dicembre 2003  | Spacewatch          |
| 757537 | 2003 YB186               | 1 ottobre 2006    | Spacewatch          |
| 757538 | 2003 YM186               | 19 novembre 2008  | Spacewatch          |
| 757539 | 2003 YN186               | 15 agosto 2013    | Pan-STARRS          |
| 757540 | 2003 YU188               | 11 marzo 2008     | Spacewatch          |
| 757541 | 2003 YX188               | 25 luglio 2015    | Pan-STARRS          |
| 757542 | 2003 YL189               | 26 novembre 2011  | Spacewatch          |
| 757543 | 2003 YM189               | 10 agosto 2015    | Pan-STARRS          |
| 757544 | 2003 YW189               | 27 dicembre 2016  | Mount Lemmon Survey |
| 757545 | 2003 YX189               | 25 agosto 2014    | Pan-STARRS          |
| 757546 | 2003 YH190               | 22 dicembre 2003  | Spacewatch          |
| 757547 | 2004 AA24                | 15 gennaio 2004   | Spacewatch          |
| 757548 | 2004 AC27                | 14 luglio 2013    | Pan-STARRS          |
| 757549 | 2004 AP27                | 16 gennaio 2013   | Mount Lemmon Survey |
| 757550 | 2004 BT28                | 18 gennaio 2004   | Spacewatch          |
| 757551 | 2004 BO33                | 29 dicembre 2003  | Spacewatch          |
| 757552 | 2004 BQ73                | 24 gennaio 2004   | LINEAR              |
| 757553 | 2004 BN112               | 27 gennaio 2004   | Spacewatch          |
| 757554 | 2004 BO125               | 16 gennaio 2004   | Spacewatch          |
| 757555 | 2004 BB127               | 16 gennaio 2004   | Spacewatch          |
| 757556 | 2004 BD134               | 18 gennaio 2004   | Spacewatch          |
| 757557 | 2004 BS135               | 19 gennaio 2004   | Spacewatch          |
| 757558 | 2004 BE139               | 19 gennaio 2004   | Spacewatch          |
| 757559 | 2004 BP139               | 19 gennaio 2004   | Spacewatch          |
| 757560 | 2004 BT154               | 28 gennaio 2004   | Spacewatch          |
| 757561 | 2004 BC155               | 28 gennaio 2004   | Spacewatch          |
| 757562 | 2004 BW165               | 25 settembre 2006 | Spacewatch          |
| 757563 | 2004 BH167               | 16 febbraio 2015  | Pan-STARRS          |
| 757564 | 2004 BE168               | 9 febbraio 2013   | Pan-STARRS          |
| 757565 | 2004 BF168               | 24 settembre 2011 | Pan-STARRS          |
| 757566 | 2004 BF171               | 3 ottobre 2013    | Mount Lemmon Survey |
| 757567 | 2004 BH172               | 1 novembre 2013   | Mount Lemmon Survey |
| 757568 | 2004 BJ172               | 19 gennaio 2004   | Spacewatch          |
| 757569 | 2004 BS172               | 17 dicembre 2003  | Spacewatch          |
| 757570 | 2004 BQ173               | 31 gennaio 2004   | SDSS Collaboration  |
| 757571 | 2004 CM8                 | 30 gennaio 2004   | Spacewatch          |
| 757572 | 2004 CL9                 | 11 febbraio 2004  | Spacewatch          |
| 757573 | 2004 CH88                | 11 febbraio 2004  | Spacewatch          |
| 757574 | 2004 CV121               | 12 febbraio 2004  | Spacewatch          |
| 757575 | 2004 CV131               | 2 aprile 2009     | Spacewatch          |
| 757576 | 2004 CA132               | 28 marzo 2008     | Mount Lemmon Survey |
| 757577 | 2004 CK132               | 24 febbraio 2015  | Pan-STARRS          |
| 757578 | 2004 CK134               | 27 maggio 2014    | Pan-STARRS          |
| 757579 | 2004 CE136               | 14 febbraio 2004  | Spacewatch          |
| 757580 | 2004 DW27                | 16 febbraio 2004  | Spacewatch          |
| 757581 | 2004 DW69                | 26 febbraio 2004  | DES                 |
| 757582 | 2004 DV78                | 29 febbraio 2004  | Spacewatch          |
| 757583 | 2004 DZ81                | 31 ottobre 2013   | Spacewatch          |
| 757584 | 2004 DB84                | 12 settembre 2016 | Pan-STARRS          |
| 757585 | 2004 DH84                | 13 aprile 2013    | Pan-STARRS          |
| 757586 | 2004 DK84                | 26 gennaio 2011   | Spacewatch          |
| 757587 | 2004 DP86                | 24 settembre 2015 | Mount Lemmon Survey |
| 757588 | 2004 DU87                | 15 febbraio 2013  | Pan-STARRS          |
| 757589 | 2004 DV87                | 19 marzo 2013     | Pan-STARRS          |
| 757590 | 2004 DX88                | 28 novembre 2013  | Mount Lemmon Survey |
| 757591 | 2004 DF89                | 16 gennaio 2015   | Pan-STARRS          |
| 757592 | 2004 DH89                | 25 marzo 2017     | Mount Lemmon Survey |
| 757593 | 2004 EC1                 | 14 marzo 2004     | J. W. Young         |
| 757594 | 2004 EA47                | 15 marzo 2004     | Spacewatch          |
| 757595 | 2004 EK88                | 14 marzo 2004     | Spacewatch          |
| 757596 | 2004 EY106               | 15 marzo 2004     | Spacewatch          |
| 757597 | 2004 EX109               | 15 marzo 2004     | Spacewatch          |
| 757598 | 2004 EC113               | 15 marzo 2004     | Spacewatch          |
| 757599 | 2004 EP116               | 11 novembre 2006  | Mount Lemmon Survey |
| 757600 | 2004 EZ116               | 22 marzo 2015     | Mount Lemmon Survey |

## 757601–757700
| Nome   | Designazione provvisoria | Data di scoperta  | Scopritore               |
| ------ | ------------------------ | ----------------- | ------------------------ |
| 757601 | 2004 EC117               | 15 marzo 2004     | Spacewatch               |
| 757602 | 2004 EX117               | 15 marzo 2004     | Spacewatch               |
| 757603 | 2004 FA57                | 17 marzo 2004     | Spacewatch               |
| 757604 | 2004 FB80                | 21 marzo 2004     | Spacewatch               |
| 757605 | 2004 FK85                | 18 marzo 2004     | Spacewatch               |
| 757606 | 2004 FE103               | 15 marzo 2004     | Spacewatch               |
| 757607 | 2004 FP113               | 21 marzo 2004     | Spacewatch               |
| 757608 | 2004 FC132               | 15 marzo 2004     | Spacewatch               |
| 757609 | 2004 FR136               | 17 febbraio 2004  | Spacewatch               |
| 757610 | 2004 FV153               | 17 marzo 2004     | Spacewatch               |
| 757611 | 2004 FB155               | 26 febbraio 2004  | DES                      |
| 757612 | 2004 FG169               | 23 ottobre 2006   | Mount Lemmon Survey      |
| 757613 | 2004 FH169               | 9 febbraio 2011   | Mount Lemmon Survey      |
| 757614 | 2004 FF171               | 15 agosto 2014    | Pan-STARRS               |
| 757615 | 2004 FH171               | 25 gennaio 2015   | Pan-STARRS               |
| 757616 | 2004 FT171               | 18 dicembre 2007  | Mount Lemmon Survey      |
| 757617 | 2004 FR173               | 16 marzo 2004     | Spacewatch               |
| 757618 | 2004 FZ173               | 11 aprile 2011    | Mount Lemmon Survey      |
| 757619 | 2004 FP174               | 29 novembre 2014  | Mount Lemmon Survey      |
| 757620 | 2004 FS174               | 22 febbraio 2017  | Mount Lemmon Survey      |
| 757621 | 2004 FY174               | 8 novembre 2013   | Mount Lemmon Survey      |
| 757622 | 2004 FS175               | 7 novembre 2015   | Pan-STARRS               |
| 757623 | 2004 FF176               | 10 febbraio 2011  | Mount Lemmon Survey      |
| 757624 | 2004 FG177               | 23 gennaio 2015   | Pan-STARRS               |
| 757625 | 2004 FM177               | 8 ottobre 2012    | Spacewatch               |
| 757626 | 2004 FN177               | 19 febbraio 2015  | Pan-STARRS               |
| 757627 | 2004 GO25                | 14 aprile 2004    | Spacewatch               |
| 757628 | 2004 GJ51                | 13 aprile 2004    | Spacewatch               |
| 757629 | 2004 GU82                | 14 aprile 2004    | Spacewatch               |
| 757630 | 2004 GZ85                | 14 aprile 2004    | Spacewatch               |
| 757631 | 2004 GG90                | 14 aprile 2004    | Spacewatch               |
| 757632 | 2004 GL90                | 11 giugno 2011    | Mount Lemmon Survey      |
| 757633 | 2004 GN90                | 25 aprile 2015    | Pan-STARRS               |
| 757634 | 2004 GJ91                | 9 ottobre 2010    | Mount Lemmon Survey      |
| 757635 | 2004 HG37                | 21 aprile 2004    | Spacewatch               |
| 757636 | 2004 HZ65                | 20 aprile 2004    | Spacewatch               |
| 757637 | 2004 HM82                | 29 gennaio 2011   | Spacewatch               |
| 757638 | 2004 HD83                | 8 febbraio 2011   | Mount Lemmon Survey      |
| 757639 | 2004 HA85                | 21 marzo 2015     | Pan-STARRS               |
| 757640 | 2004 HG86                | 25 aprile 2004    | Spacewatch               |
| 757641 | 2004 JM                  | 9 maggio 2004     | Spacewatch               |
| 757642 | 2004 JF48                | 13 maggio 2004    | Spacewatch               |
| 757643 | 2004 JE57                | 26 settembre 2011 | Pan-STARRS               |
| 757644 | 2004 KZ15                | 24 maggio 2004    | LINEAR                   |
| 757645 | 2004 KK20                | 28 maggio 2004    | Spacewatch               |
| 757646 | 2004 KW20                | 2 gennaio 2012    | Spacewatch               |
| 757647 | 2004 KG21                | 10 novembre 2010  | Mount Lemmon Survey      |
| 757648 | 2004 KJ21                | 23 maggio 2018    | Pan-STARRS               |
| 757649 | 2004 KP21                | 18 aprile 2013    | Mount Lemmon Survey      |
| 757650 | 2004 LK27                | 13 giugno 2004    | Spacewatch               |
| 757651 | 2004 LB32                | 20 agosto 2009    | Spacewatch               |
| 757652 | 2004 MG9                 | 11 febbraio 2011  | Mount Lemmon Survey      |
| 757653 | 2004 MK9                 | 2 settembre 2008  | Spacewatch               |
| 757654 | 2004 OK16                | 27 aprile 2012    | Pan-STARRS               |
| 757655 | 2004 OS16                | 9 ottobre 2015    | Pan-STARRS               |
| 757656 | 2004 ON17                | 17 luglio 2004    | Cerro Tololo Obs.        |
| 757657 | 2004 PK38                | 9 agosto 2004     | LINEAR                   |
| 757658 | 2004 PN47                | 8 agosto 2004     | LINEAR                   |
| 757659 | 2004 PU120               | 10 agosto 2004    | A. Boattini, F. De Luise |
| 757660 | 2004 QC                  | 16 agosto 2004    | J. W. Young              |
| 757661 | 2004 QD                  | 16 agosto 2004    | M. Vale                  |
| 757662 | 2004 QF32                | 23 agosto 2004    | Spacewatch               |
| 757663 | 2004 QW34                | 15 luglio 2013    | Pan-STARRS               |
| 757664 | 2004 QG36                | 28 luglio 2014    | Pan-STARRS               |
| 757665 | 2004 QH37                | 23 agosto 2004    | Spacewatch               |
| 757666 | 2004 RU50                | 8 settembre 2004  | LINEAR                   |
| 757667 | 2004 RW63                | 15 agosto 2004    | CINEOS                   |
| 757668 | 2004 RD85                | 20 agosto 2004    | Spacewatch               |
| 757669 | 2004 RO119               | 7 settembre 2004  | Spacewatch               |
| 757670 | 2004 RF130               | 7 settembre 2004  | Spacewatch               |
| 757671 | 2004 RV258               | 10 settembre 2004 | Spacewatch               |
| 757672 | 2004 RT264               | 10 settembre 2004 | Spacewatch               |
| 757673 | 2004 RX301               | 11 settembre 2004 | Spacewatch               |
| 757674 | 2004 RD303               | 12 settembre 2004 | Spacewatch               |
| 757675 | 2004 RR346               | 10 settembre 2004 | LINEAR                   |
| 757676 | 2004 RV359               | 24 ottobre 2011   | Pan-STARRS               |
| 757677 | 2004 RB360               | 11 settembre 2004 | Spacewatch               |
| 757678 | 2004 RE360               | 23 maggio 2014    | Pan-STARRS               |
| 757679 | 2004 RE361               | 20 ottobre 2004   | CSS                      |
| 757680 | 2004 RE362               | 15 gennaio 2018   | Pan-STARRS               |
| 757681 | 2004 RM362               | 7 febbraio 2011   | Mount Lemmon Survey      |
| 757682 | 2004 RR364               | 3 gennaio 2016    | Pan-STARRS               |
| 757683 | 2004 RA365               | 28 febbraio 2012  | Pan-STARRS               |
| 757684 | 2004 RB367               | 7 settembre 2004  | Spacewatch               |
| 757685 | 2004 SG38                | 17 settembre 2004 | Spacewatch               |
| 757686 | 2004 SO65                | 26 ottobre 2011   | Pan-STARRS               |
| 757687 | 2004 TZ22                | 4 ottobre 2004    | Spacewatch               |
| 757688 | 2004 TY24                | 4 ottobre 2004    | Spacewatch               |
| 757689 | 2004 TO64                | 17 settembre 2004 | Spacewatch               |
| 757690 | 2004 TS96                | 5 ottobre 2004    | Spacewatch               |
| 757691 | 2004 TF140               | 4 ottobre 2004    | Spacewatch               |
| 757692 | 2004 TZ151               | 6 ottobre 2004    | Spacewatch               |
| 757693 | 2004 TS188               | 7 ottobre 2004    | Spacewatch               |
| 757694 | 2004 TJ199               | 23 settembre 2004 | Spacewatch               |
| 757695 | 2004 TH224               | 8 ottobre 2004    | Spacewatch               |
| 757696 | 2004 TE238               | 17 settembre 2004 | Spacewatch               |
| 757697 | 2004 TN239               | 9 ottobre 2004    | Spacewatch               |
| 757698 | 2004 TQ254               | 9 ottobre 2004    | Spacewatch               |
| 757699 | 2004 TV352               | 11 ottobre 2004   | DES                      |
| 757700 | 2004 TJ362               | 15 ottobre 2004   | Mount Lemmon Survey      |

## 757701–757800
| Nome   | Designazione provvisoria | Data di scoperta  | Scopritore                  |
| ------ | ------------------------ | ----------------- | --------------------------- |
| 757701 | 2004 TD376               | 10 ottobre 2004   | DES                         |
| 757702 | 2004 TW379               | 19 aprile 2007    | Spacewatch                  |
| 757703 | 2004 TA381               | 17 settembre 2009 | Spacewatch                  |
| 757704 | 2004 TY382               | 5 ottobre 2004    | Spacewatch                  |
| 757705 | 2004 TN384               | 29 settembre 2009 | Mount Lemmon Survey         |
| 757706 | 2004 VL34                | 3 novembre 2004   | Spacewatch                  |
| 757707 | 2004 VF86                | 10 novembre 2004  | Spacewatch                  |
| 757708 | 2004 VQ96                | 11 novembre 2004  | Spacewatch                  |
| 757709 | 2004 VG98                | 9 novembre 2004   | Osservatorio di Mauna Kea   |
| 757710 | 2004 VR104               | 9 novembre 2004   | Mauna Kea Obs.              |
| 757711 | 2004 VQ110               | 9 novembre 2004   | Mauna Kea Obs.              |
| 757712 | 2004 VH116               | 10 ottobre 2004   | Spacewatch                  |
| 757713 | 2004 VK133               | 17 settembre 2017 | Pan-STARRS                  |
| 757714 | 2004 VK135               | 16 novembre 1995  | Spacewatch                  |
| 757715 | 2004 VG137               | 4 febbraio 2016   | Pan-STARRS                  |
| 757716 | 2004 VK137               | 6 gennaio 2013    | Spacewatch                  |
| 757717 | 2004 WF13                | 27 aprile 2012    | Pan-STARRS                  |
| 757718 | 2004 XD114               | 10 dicembre 2004  | Spacewatch                  |
| 757719 | 2004 XJ190               | 15 dicembre 2004  | Osservatorio di Mauna Kea   |
| 757720 | 2004 XO194               | 9 ottobre 2007    | Spacewatch                  |
| 757721 | 2004 XX195               | 17 novembre 2014  | Mount Lemmon Survey         |
| 757722 | 2004 XW196               | 31 dicembre 2013  | Pan-STARRS                  |
| 757723 | 2004 YU12                | 19 dicembre 2004  | Mount Lemmon Survey         |
| 757724 | 2004 YT25                | 19 dicembre 2004  | Mount Lemmon Survey         |
| 757725 | 2004 YS36                | 19 dicembre 2004  | Mount Lemmon Survey         |
| 757726 | 2004 YU40                | 19 dicembre 2004  | Mount Lemmon Survey         |
| 757727 | 2004 YL41                | 18 dicembre 2004  | Mount Lemmon Survey         |
| 757728 | 2005 BC32                | 16 gennaio 2005   | Osservatorio di Mauna Kea   |
| 757729 | 2005 BL34                | 16 gennaio 2005   | Mauna Kea Obs.              |
| 757730 | 2005 BV39                | 19 gennaio 2005   | Spacewatch                  |
| 757731 | 2005 BK42                | 19 gennaio 2005   | Spacewatch                  |
| 757732 | 2005 BJ45                | 22 settembre 2003 | Spacewatch                  |
| 757733 | 2005 BR53                | 30 settembre 2008 | CSS                         |
| 757734 | 2005 BO55                | 23 novembre 2014  | Mount Lemmon Survey         |
| 757735 | 2005 CF54                | 4 febbraio 2005   | Spacewatch                  |
| 757736 | 2005 CB55                | 4 febbraio 2005   | Mount Lemmon Survey         |
| 757737 | 2005 CP70                | 8 febbraio 2005   | Osservatorio di Mauna Kea   |
| 757738 | 2005 CT84                | 22 ottobre 2014   | Mount Lemmon Survey         |
| 757739 | 2005 CO86                | 13 agosto 2018    | Pan-STARRS                  |
| 757740 | 2005 CF87                | 9 febbraio 2005   | Spacewatch                  |
| 757741 | 2005 CJ87                | 16 gennaio 2009   | Mount Lemmon Survey         |
| 757742 | 2005 CD88                | 19 giugno 2006    | Mount Lemmon Survey         |
| 757743 | 2005 CE88                | 9 febbraio 2016   | Pan-STARRS                  |
| 757744 | 2005 CQ89                | 1 febbraio 2005   | Spacewatch                  |
| 757745 | 2005 CR89                | 10 febbraio 2016  | Pan-STARRS                  |
| 757746 | 2005 DR2                 | 20 gennaio 2009   | Spacewatch                  |
| 757747 | 2005 DX3                 | 9 febbraio 2016   | Pan-STARRS                  |
| 757748 | 2005 EL47                | 3 marzo 2005      | Spacewatch                  |
| 757749 | 2005 ES149               | 10 marzo 2005     | Spacewatch                  |
| 757750 | 2005 ED163               | 10 marzo 2005     | Mount Lemmon Survey         |
| 757751 | 2005 ET203               | 4 febbraio 2005   | Spacewatch                  |
| 757752 | 2005 EJ220               | 26 novembre 2014  | Pan-STARRS                  |
| 757753 | 2005 EJ227               | 9 marzo 2005      | Mount Lemmon Survey         |
| 757754 | 2005 EL232               | 10 marzo 2005     | Mount Lemmon Survey         |
| 757755 | 2005 ET232               | 10 marzo 2005     | Mount Lemmon Survey         |
| 757756 | 2005 EL257               | 11 marzo 2005     | Mount Lemmon Survey         |
| 757757 | 2005 EW260               | 3 marzo 2005      | CSS                         |
| 757758 | 2005 EB296               | 9 marzo 2005      | M. W. Buie, L. H. Wasserman |
| 757759 | 2005 EX303               | 11 marzo 2005     | DES                         |
| 757760 | 2005 EA308               | 8 marzo 2005      | Mount Lemmon Survey         |
| 757761 | 2005 ER315               | 11 marzo 2005     | Spacewatch                  |
| 757762 | 2005 EU332               | 8 marzo 2005      | Mount Lemmon Survey         |
| 757763 | 2005 EG333               | 10 marzo 2005     | Mount Lemmon Survey         |
| 757764 | 2005 EO339               | 18 settembre 2011 | Mount Lemmon Survey         |
| 757765 | 2005 EJ343               | 6 aprile 2016     | Mount Lemmon Survey         |
| 757766 | 2005 EQ344               | 21 agosto 2015    | Pan-STARRS                  |
| 757767 | 2005 EX344               | 19 ottobre 2012   | Mount Lemmon Survey         |
| 757768 | 2005 EZ344               | 20 gennaio 2015   | Pan-STARRS                  |
| 757769 | 2005 EL345               | 16 gennaio 2015   | Pan-STARRS                  |
| 757770 | 2005 EY345               | 21 maggio 2014    | Pan-STARRS                  |
| 757771 | 2005 EP346               | 28 luglio 2011    | Pan-STARRS                  |
| 757772 | 2005 EB347               | 3 ottobre 2013    | Spacewatch                  |
| 757773 | 2005 EC347               | 16 febbraio 2015  | Pan-STARRS                  |
| 757774 | 2005 EU348               | 8 marzo 2005      | Mount Lemmon Survey         |
| 757775 | 2005 EG350               | 10 marzo 2005     | Mount Lemmon Survey         |
| 757776 | 2005 EE351               | 4 marzo 2005      | Mount Lemmon Survey         |
| 757777 | 2005 EK351               | 8 marzo 2005      | Mount Lemmon Survey         |
| 757778 | 2005 EZ351               | 11 marzo 2005     | Mount Lemmon Survey         |
| 757779 | 2005 FH6                 | 3 marzo 2005      | Spacewatch                  |
| 757780 | 2005 FK19                | 10 febbraio 2016  | Pan-STARRS                  |
| 757781 | 2005 FS19                | 17 marzo 2005     | Spacewatch                  |
| 757782 | 2005 GW15                | 2 aprile 2005     | Mount Lemmon Survey         |
| 757783 | 2005 GE16                | 9 marzo 2005      | Mount Lemmon Survey         |
| 757784 | 2005 GE24                | 2 aprile 2005     | Mount Lemmon Survey         |
| 757785 | 2005 GG24                | 10 marzo 2005     | DES                         |
| 757786 | 2005 GM85                | 9 marzo 2005      | Mount Lemmon Survey         |
| 757787 | 2005 GX85                | 4 aprile 2005     | Mount Lemmon Survey         |
| 757788 | 2005 GT96                | 6 aprile 2005     | Mount Lemmon Survey         |
| 757789 | 2005 GD102               | 9 aprile 2005     | Spacewatch                  |
| 757790 | 2005 GH107               | 10 aprile 2005    | Mount Lemmon Survey         |
| 757791 | 2005 GT193               | 10 aprile 2005    | Kitt Peak Obs.              |
| 757792 | 2005 GZ193               | 10 aprile 2005    | Kitt Peak Obs.              |
| 757793 | 2005 GG197               | 10 aprile 2005    | Kitt Peak Obs.              |
| 757794 | 2005 GM199               | 10 aprile 2005    | Kitt Peak Obs.              |
| 757795 | 2005 GG203               | 7 aprile 2005     | Mount Lemmon Survey         |
| 757796 | 2005 GG204               | 10 aprile 2005    | Mount Lemmon Survey         |
| 757797 | 2005 GE208               | 11 aprile 2005    | Mount Lemmon Survey         |
| 757798 | 2005 GZ217               | 2 aprile 2005     | Mount Lemmon Survey         |
| 757799 | 2005 GH233               | 1 aprile 2005     | Spacewatch                  |
| 757800 | 2005 GM234               | 19 aprile 2012    | Mount Lemmon Survey         |

## 757801–757900
| Nome   | Designazione provvisoria | Data di scoperta  | Scopritore                |
| ------ | ------------------------ | ----------------- | ------------------------- |
| 757801 | 2005 GP234               | 12 luglio 2016    | Mount Lemmon Survey       |
| 757802 | 2005 GE235               | 28 marzo 2012     | Spacewatch                |
| 757803 | 2005 GV235               | 13 settembre 2007 | Mount Lemmon Survey       |
| 757804 | 2005 GY235               | 13 settembre 2007 | Mount Lemmon Survey       |
| 757805 | 2005 GZ235               | 29 gennaio 2015   | Pan-STARRS                |
| 757806 | 2005 GW236               | 8 maggio 2014     | Pan-STARRS                |
| 757807 | 2005 GX236               | 1 settembre 2013  | Pan-STARRS                |
| 757808 | 2005 GL237               | 12 settembre 2015 | Pan-STARRS                |
| 757809 | 2005 GN237               | 9 novembre 2007   | Spacewatch                |
| 757810 | 2005 GE238               | 10 aprile 2005    | Mount Lemmon Survey       |
| 757811 | 2005 GJ238               | 21 maggio 2014    | Pan-STARRS                |
| 757812 | 2005 GT238               | 11 aprile 2005    | Mount Lemmon Survey       |
| 757813 | 2005 GG239               | 2 aprile 2005     | Spacewatch                |
| 757814 | 2005 GJ240               | 14 aprile 2005    | Spacewatch                |
| 757815 | 2005 HP12                | 17 aprile 2005    | Spacewatch                |
| 757816 | 2005 HY12                | 18 aprile 2005    | Spacewatch                |
| 757817 | 2005 HC13                | 16 aprile 2005    | Spacewatch                |
| 757818 | 2005 JV5                 | 4 maggio 2005     | Osservatorio di Mauna Kea |
| 757819 | 2005 JB7                 | 4 maggio 2005     | Mauna Kea Obs.            |
| 757820 | 2005 JC7                 | 2 aprile 2005     | Mount Lemmon Survey       |
| 757821 | 2005 JV8                 | 4 maggio 2005     | Osservatorio di Mauna Kea |
| 757822 | 2005 JJ15                | 3 maggio 2005     | Spacewatch                |
| 757823 | 2005 JM21                | 16 aprile 2005    | Spacewatch                |
| 757824 | 2005 JT39                | 7 maggio 2005     | Mount Lemmon Survey       |
| 757825 | 2005 JN40                | 7 maggio 2005     | Mount Lemmon Survey       |
| 757826 | 2005 JJ94                | 7 maggio 2005     | Spacewatch                |
| 757827 | 2005 JE120               | 10 maggio 2005    | Spacewatch                |
| 757828 | 2005 JA123               | 11 maggio 2005    | Spacewatch                |
| 757829 | 2005 JU150               | 3 maggio 2005     | Spacewatch                |
| 757830 | 2005 JL172               | 10 maggio 2005    | Spacewatch                |
| 757831 | 2005 JK189               | 14 maggio 2005    | Mount Lemmon Survey       |
| 757832 | 2005 JO189               | 28 giugno 2014    | Pan-STARRS                |
| 757833 | 2005 JG191               | 13 maggio 2005    | Spacewatch                |
| 757834 | 2005 JS192               | 27 novembre 2014  | Pan-STARRS                |
| 757835 | 2005 JY192               | 7 maggio 2014     | Pan-STARRS                |
| 757836 | 2005 JK193               | 25 aprile 2015    | Pan-STARRS                |
| 757837 | 2005 JL193               | 14 maggio 2005    | Spacewatch                |
| 757838 | 2005 JC194               | 13 ottobre 2013   | G. Proffe, S. Hellmich    |
| 757839 | 2005 JD194               | 15 febbraio 2013  | Pan-STARRS                |
| 757840 | 2005 JK194               | 1 marzo 2009      | Spacewatch                |
| 757841 | 2005 JL194               | 1 novembre 2013   | Mount Lemmon Survey       |
| 757842 | 2005 JC195               | 3 maggio 2005     | Spacewatch                |
| 757843 | 2005 JH195               | 11 maggio 2005    | Spacewatch                |
| 757844 | 2005 KR4                 | 17 maggio 2005    | Mount Lemmon Survey       |
| 757845 | 2005 LR28                | 17 maggio 2005    | Mount Lemmon Survey       |
| 757846 | 2005 LT28                | 10 maggio 2005    | Mount Lemmon Survey       |
| 757847 | 2005 LU28                | 10 giugno 2005    | Spacewatch                |
| 757848 | 2005 LC35                | 10 giugno 2005    | Spacewatch                |
| 757849 | 2005 LB42                | 13 giugno 2005    | Mount Lemmon Survey       |
| 757850 | 2005 LN46                | 13 giugno 2005    | Spacewatch                |
| 757851 | 2005 LO54                | 8 agosto 2017     | Pan-STARRS                |
| 757852 | 2005 LT55                | 8 giugno 2005     | Spacewatch                |
| 757853 | 2005 LU56                | 14 maggio 2005    | Mount Lemmon Survey       |
| 757854 | 2005 LX56                | 25 ottobre 2015   | Pan-STARRS                |
| 757855 | 2005 LL57                | 9 aprile 2016     | Pan-STARRS                |
| 757856 | 2005 LE60                | 11 giugno 2005    | Spacewatch                |
| 757857 | 2005 LJ60                | 11 giugno 2005    | Spacewatch                |
| 757858 | 2005 MF14                | 3 giugno 2005     | Spacewatch                |
| 757859 | 2005 NA9                 | 17 giugno 2005    | Mount Lemmon Survey       |
| 757860 | 2005 NP25                | 4 luglio 2005     | Spacewatch                |
| 757861 | 2005 NQ44                | 7 luglio 2005     | Spacewatch                |
| 757862 | 2005 NJ62                | 30 giugno 2005    | Spacewatch                |
| 757863 | 2005 NR70                | 4 luglio 2005     | Mount Lemmon Survey       |
| 757864 | 2005 NM75                | 10 luglio 2005    | Spacewatch                |
| 757865 | 2005 NK92                | 5 luglio 2005     | Spacewatch                |
| 757866 | 2005 NO107               | 7 luglio 2005     | Osservatorio di Mauna Kea |
| 757867 | 2005 NT108               | 7 luglio 2005     | Mauna Kea Obs.            |
| 757868 | 2005 NR113               | 7 luglio 2005     | Mauna Kea Obs.            |
| 757869 | 2005 NY119               | 17 giugno 2005    | Mount Lemmon Survey       |
| 757870 | 2005 NY128               | 4 luglio 2016     | Pan-STARRS                |
| 757871 | 2005 NO130               | 6 luglio 2005     | Spacewatch                |
| 757872 | 2005 NO131               | 12 dicembre 2006  | Spacewatch                |
| 757873 | 2005 NA132               | 13 gennaio 2015   | Pan-STARRS                |
| 757874 | 2005 NB132               | 5 settembre 2010  | Mount Lemmon Survey       |
| 757875 | 2005 OK2                 | 10 maggio 2000    | SDSS Collaboration        |
| 757876 | 2005 OD30                | 31 luglio 2005    | Osservatorio di Mauna Kea |
| 757877 | 2005 PZ23                | 29 agosto 2005    | Spacewatch                |
| 757878 | 2005 PJ30                | 29 settembre 2009 | Mount Lemmon Survey       |
| 757879 | 2005 PL30                | 25 luglio 2014    | Pan-STARRS                |
| 757880 | 2005 PT30                | 2 agosto 2016     | Pan-STARRS                |
| 757881 | 2005 PY31                | 8 ottobre 2012    | Spacewatch                |
| 757882 | 2005 QF98                | 31 agosto 2005    | Spacewatch                |
| 757883 | 2005 QL119               | 28 agosto 2005    | Spacewatch                |
| 757884 | 2005 QT174               | 31 agosto 2005    | Spacewatch                |
| 757885 | 2005 QU187               | 31 agosto 2005    | Spacewatch                |
| 757886 | 2005 QA194               | 31 agosto 2005    | Spacewatch                |
| 757887 | 2005 QC202               | 29 maggio 2012    | Mount Lemmon Survey       |
| 757888 | 2005 QF203               | 24 ottobre 2011   | Pan-STARRS                |
| 757889 | 2005 QP204               | 19 febbraio 2009  | Spacewatch                |
| 757890 | 2005 QB207               | 28 agosto 2005    | Spacewatch                |
| 757891 | 2005 QS207               | 17 settembre 2017 | Pan-STARRS                |
| 757892 | 2005 QM210               | 29 agosto 2005    | Spacewatch                |
| 757893 | 2005 QQ211               | 9 febbraio 2008   | Mount Lemmon Survey       |
| 757894 | 2005 RJ15                | 1 settembre 2005  | Spacewatch                |
| 757895 | 2005 RP15                | 1 settembre 2005  | Spacewatch                |
| 757896 | 2005 RE46                | 19 febbraio 2007  | Mount Lemmon Survey       |
| 757897 | 2005 RL46                | 27 settembre 2005 | SDSS Collaboration        |
| 757898 | 2005 RX53                | 1 ottobre 2014    | Pan-STARRS                |
| 757899 | 2005 RD55                | 17 marzo 2012     | Mount Lemmon Survey       |
| 757900 | 2005 RF57                | 25 settembre 2012 | Mount Lemmon Survey       |

## 757901–758000
| Nome   | Designazione provvisoria | Data di scoperta  | Scopritore          |
| ------ | ------------------------ | ----------------- | ------------------- |
| 757901 | 2005 RO57                | 30 agosto 2005    | Spacewatch          |
| 757902 | 2005 RV57                | 1 settembre 2005  | Spacewatch          |
| 757903 | 2005 RD58                | 8 settembre 2005  | SSS                 |
| 757904 | 2005 RX59                | 19 febbraio 2014  | Mount Lemmon Survey |
| 757905 | 2005 RZ59                | 11 settembre 2005 | Spacewatch          |
| 757906 | 2005 RR60                | 11 settembre 2005 | Spacewatch          |
| 757907 | 2005 RY60                | 13 settembre 2005 | Spacewatch          |
| 757908 | 2005 RA61                | 11 settembre 2005 | Spacewatch          |
| 757909 | 2005 RB61                | 14 settembre 2005 | Spacewatch          |
| 757910 | 2005 RG62                | 1 settembre 2005  | Spacewatch          |
| 757911 | 2005 RH64                | 14 settembre 2005 | Spacewatch          |
| 757912 | 2005 SK36                | 24 settembre 2005 | Spacewatch          |
| 757913 | 2005 SW56                | 13 settembre 2005 | Spacewatch          |
| 757914 | 2005 SL57                | 26 settembre 2005 | Spacewatch          |
| 757915 | 2005 SB83                | 24 settembre 2005 | Spacewatch          |
| 757916 | 2005 SS153               | 26 settembre 2005 | Spacewatch          |
| 757917 | 2005 SP162               | 27 settembre 2005 | Spacewatch          |
| 757918 | 2005 SH168               | 1 settembre 2005  | Spacewatch          |
| 757919 | 2005 SO179               | 29 settembre 2005 | LONEOS              |
| 757920 | 2005 SQ187               | 29 settembre 2005 | Mount Lemmon Survey |
| 757921 | 2005 SC212               | 30 settembre 2005 | Mount Lemmon Survey |
| 757922 | 2005 SN212               | 30 settembre 2005 | Mount Lemmon Survey |
| 757923 | 2005 ST226               | 30 settembre 2005 | Spacewatch          |
| 757924 | 2005 SU229               | 30 settembre 2005 | Mount Lemmon Survey |
| 757925 | 2005 SW237               | 29 settembre 2005 | Spacewatch          |
| 757926 | 2005 SO241               | 30 settembre 2005 | Spacewatch          |
| 757927 | 2005 SG242               | 30 settembre 2005 | Spacewatch          |
| 757928 | 2005 SP268               | 24 settembre 2005 | Spacewatch          |
| 757929 | 2005 ST276               | 30 settembre 2005 | Spacewatch          |
| 757930 | 2005 SW290               | 26 settembre 2005 | Spacewatch          |
| 757931 | 2005 SW291               | 27 settembre 2005 | Spacewatch          |
| 757932 | 2005 SG292               | 29 settembre 2005 | Spacewatch          |
| 757933 | 2005 SV295               | 24 aprile 2015    | Pan-STARRS          |
| 757934 | 2005 SS298               | 24 settembre 2005 | Spacewatch          |
| 757935 | 2005 SP301               | 27 settembre 2005 | Spacewatch          |
| 757936 | 2005 TB78                | 14 settembre 2005 | Spacewatch          |
| 757937 | 2005 TN89                | 31 agosto 2005    | Spacewatch          |
| 757938 | 2005 TO118               | 7 ottobre 2005    | Spacewatch          |
| 757939 | 2005 TS118               | 7 ottobre 2005    | Mount Lemmon Survey |
| 757940 | 2005 TV123               | 7 ottobre 2005    | Mount Lemmon Survey |
| 757941 | 2005 TM126               | 29 settembre 2005 | Mount Lemmon Survey |
| 757942 | 2005 TS133               | 9 ottobre 2005    | Spacewatch          |
| 757943 | 2005 TZ134               | 1 ottobre 2005    | Mount Lemmon Survey |
| 757944 | 2005 TA139               | 8 ottobre 2005    | Spacewatch          |
| 757945 | 2005 TX142               | 29 settembre 2005 | Spacewatch          |
| 757946 | 2005 TY145               | 8 ottobre 2005    | Spacewatch          |
| 757947 | 2005 TP150               | 8 ottobre 2005    | Spacewatch          |
| 757948 | 2005 TR155               | 9 ottobre 2005    | Spacewatch          |
| 757949 | 2005 TU158               | 9 ottobre 2005    | Spacewatch          |
| 757950 | 2005 TE161               | 26 settembre 2005 | Spacewatch          |
| 757951 | 2005 TN181               | 1 ottobre 2005    | Spacewatch          |
| 757952 | 2005 TY198               | 1 ottobre 2005    | Mount Lemmon Survey |
| 757953 | 2005 TW206               | 9 ottobre 2005    | Spacewatch          |
| 757954 | 2005 TA207               | 16 marzo 2015     | Spacewatch          |
| 757955 | 2005 TL207               | 12 novembre 2010  | Mount Lemmon Survey |
| 757956 | 2005 TR207               | 20 agosto 2014    | Pan-STARRS          |
| 757957 | 2005 TV207               | 1 aprile 2017     | Pan-STARRS          |
| 757958 | 2005 TJ208               | 26 agosto 2000    | DES                 |
| 757959 | 2005 TL208               | 3 dicembre 2014   | Pan-STARRS          |
| 757960 | 2005 TC211               | 22 febbraio 2017  | Mount Lemmon Survey |
| 757961 | 2005 TU212               | 25 settembre 2014 | Mount Lemmon Survey |
| 757962 | 2005 TB214               | 2 ottobre 2005    | Mount Lemmon Survey |
| 757963 | 2005 TO214               | 1 ottobre 2005    | Mount Lemmon Survey |
| 757964 | 2005 TJ215               | 1 ottobre 2005    | Spacewatch          |
| 757965 | 2005 TG217               | 1 ottobre 2005    | Mount Lemmon Survey |
| 757966 | 2005 TR217               | 13 ottobre 2005   | Spacewatch          |
| 757967 | 2005 TR218               | 11 ottobre 2005   | Spacewatch          |
| 757968 | 2005 TV219               | 11 ottobre 2005   | Spacewatch          |
| 757969 | 2005 TE220               | 1 ottobre 2005    | Mount Lemmon Survey |
| 757970 | 2005 TO222               | 7 ottobre 2005    | Mount Lemmon Survey |
| 757971 | 2005 UX4                 | 27 ottobre 2005   | Spacewatch          |
| 757972 | 2005 UH22                | 10 ottobre 2005   | Spacewatch          |
| 757973 | 2005 UQ22                | 5 ottobre 2005    | Spacewatch          |
| 757974 | 2005 UG23                | 5 ottobre 2005    | Spacewatch          |
| 757975 | 2005 UN34                | 24 ottobre 2005   | Spacewatch          |
| 757976 | 2005 UV34                | 24 ottobre 2005   | Spacewatch          |
| 757977 | 2005 UR90                | 22 ottobre 2005   | Spacewatch          |
| 757978 | 2005 UU90                | 22 ottobre 2005   | Spacewatch          |
| 757979 | 2005 UV120               | 24 ottobre 2005   | Spacewatch          |
| 757980 | 2005 UT121               | 24 ottobre 2005   | Spacewatch          |
| 757981 | 2005 UF134               | 25 ottobre 2005   | Spacewatch          |
| 757982 | 2005 UT135               | 23 settembre 2005 | Spacewatch          |
| 757983 | 2005 UX144               | 26 ottobre 2005   | Spacewatch          |
| 757984 | 2005 UT151               | 26 ottobre 2005   | Spacewatch          |
| 757985 | 2005 UB170               | 24 ottobre 2005   | Spacewatch          |
| 757986 | 2005 UH178               | 24 ottobre 2005   | Spacewatch          |
| 757987 | 2005 UD189               | 27 ottobre 2005   | Mount Lemmon Survey |
| 757988 | 2005 UN194               | 1 ottobre 2005    | Mount Lemmon Survey |
| 757989 | 2005 UX224               | 25 ottobre 2005   | Spacewatch          |
| 757990 | 2005 UA241               | 25 ottobre 2005   | Spacewatch          |
| 757991 | 2005 UQ246               | 27 ottobre 2005   | Spacewatch          |
| 757992 | 2005 UE256               | 25 ottobre 2005   | Spacewatch          |
| 757993 | 2005 UO263               | 27 ottobre 2005   | Spacewatch          |
| 757994 | 2005 UX265               | 27 ottobre 2005   | Spacewatch          |
| 757995 | 2005 UX266               | 27 ottobre 2005   | Spacewatch          |
| 757996 | 2005 UQ267               | 27 ottobre 2005   | Spacewatch          |
| 757997 | 2005 UF272               | 28 ottobre 2005   | Spacewatch          |
| 757998 | 2005 UH284               | 26 ottobre 2005   | Spacewatch          |
| 757999 | 2005 UR297               | 26 ottobre 2005   | Spacewatch          |
| 758000 | 2005 UC301               | 26 ottobre 2005   | Spacewatch          |